# Thomson Airways
Thomson Airways Limited je největší charterová letecká společnost světa (2016), létá z Velké Británie a Irska do prázdninových destinací. V roce 2015 společnost přepravila 10,6 milionů pasažérů, byla založena v roce 1962 (pod názvem Britannia Airways). Je vlastněná společností TUI Group (TUI Airlines), pod kterou spadá několik dalších leteckých společností.

## Flotila
Flotila Thomson Airways v červenci 2016 čítala celkem 61 letadel, přičemž 3 letounu měla společnost objednané, průměrné stáří letky činilo 8 let:
| Letadlo        | Počet | Objednané | Poznámky |
| -------------- | ----- | --------- | -------- |
| Boeing 737-800 | 33    | —         |          |
| Boeing 757-200 | 14    | —         |          |
| Boeing 767-300 | 3     | —         |          |
| Boeing 787-8   | 9     | —         |          |
| Boeing 787-9   | 1     | 3         |          |
| Celkem         | 61    | 3         |          |

## Galerie

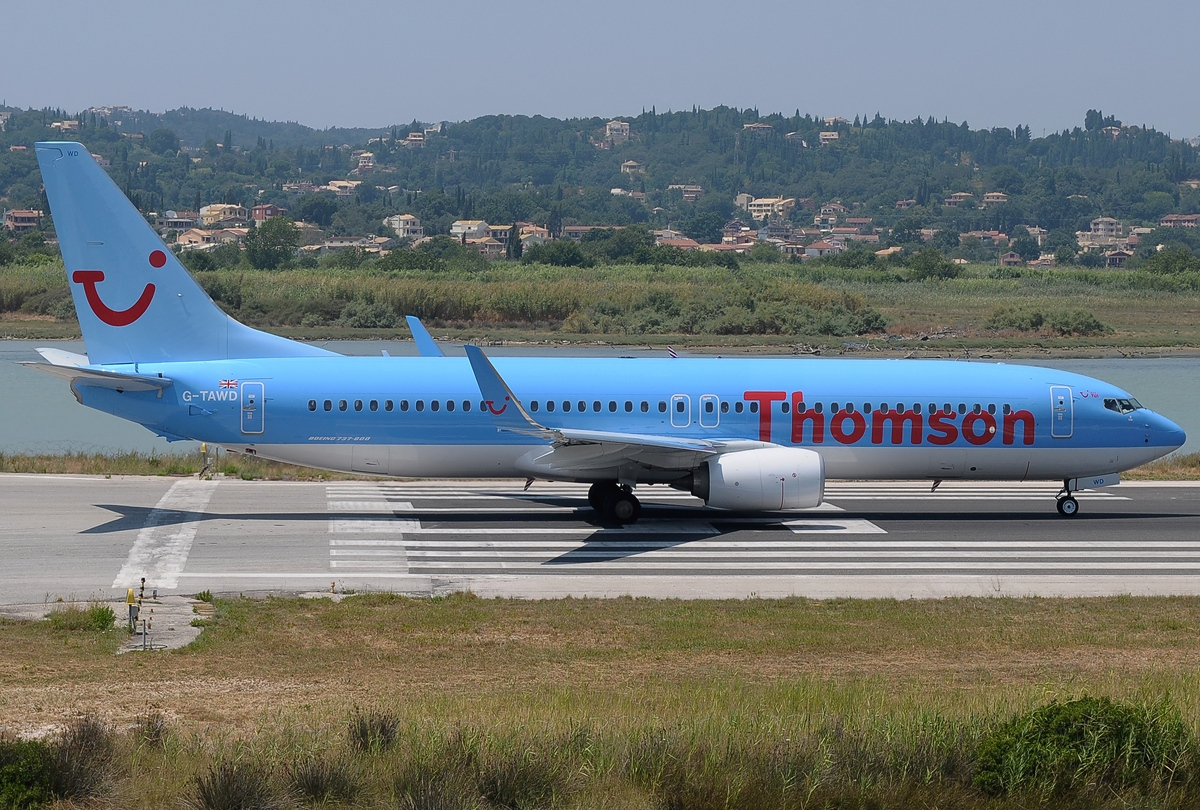
[Boeing 737-800
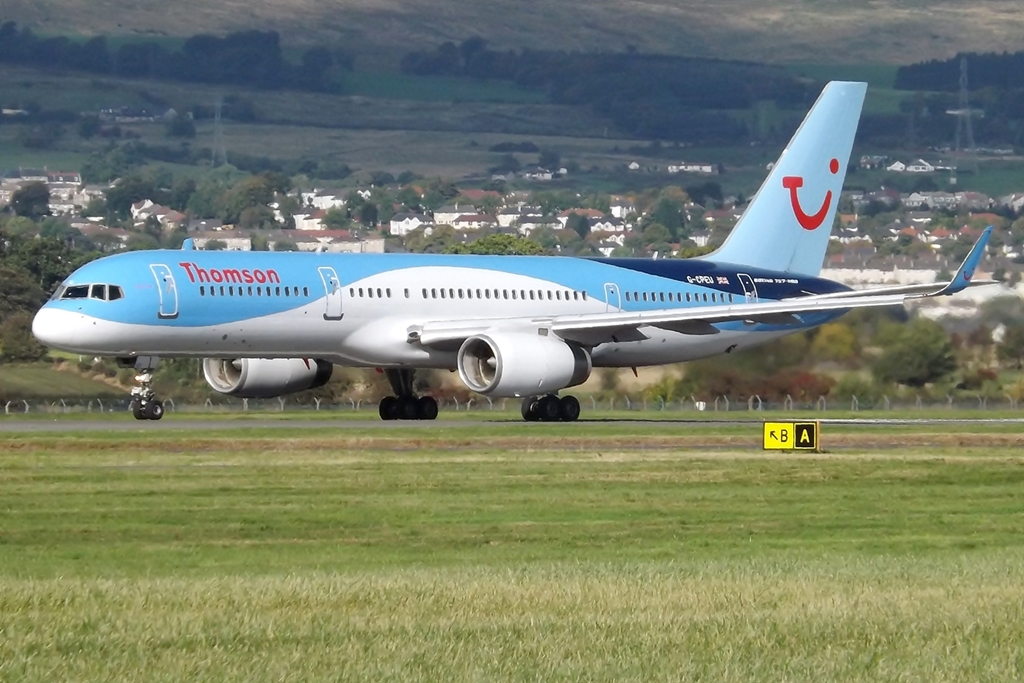
Boeing 757-200
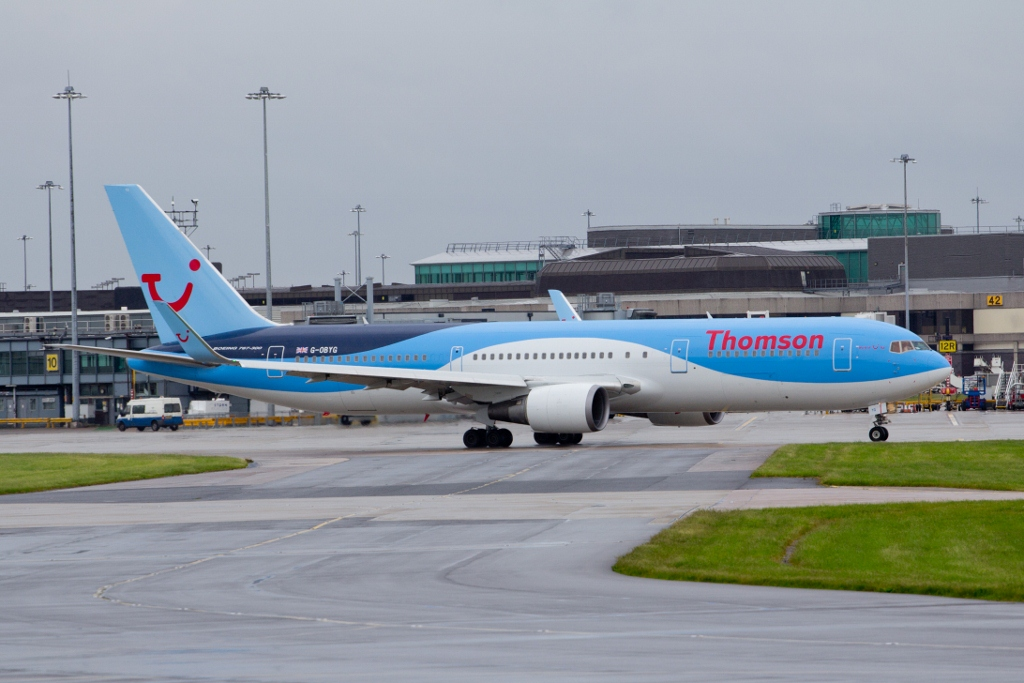
Boeing 767-300
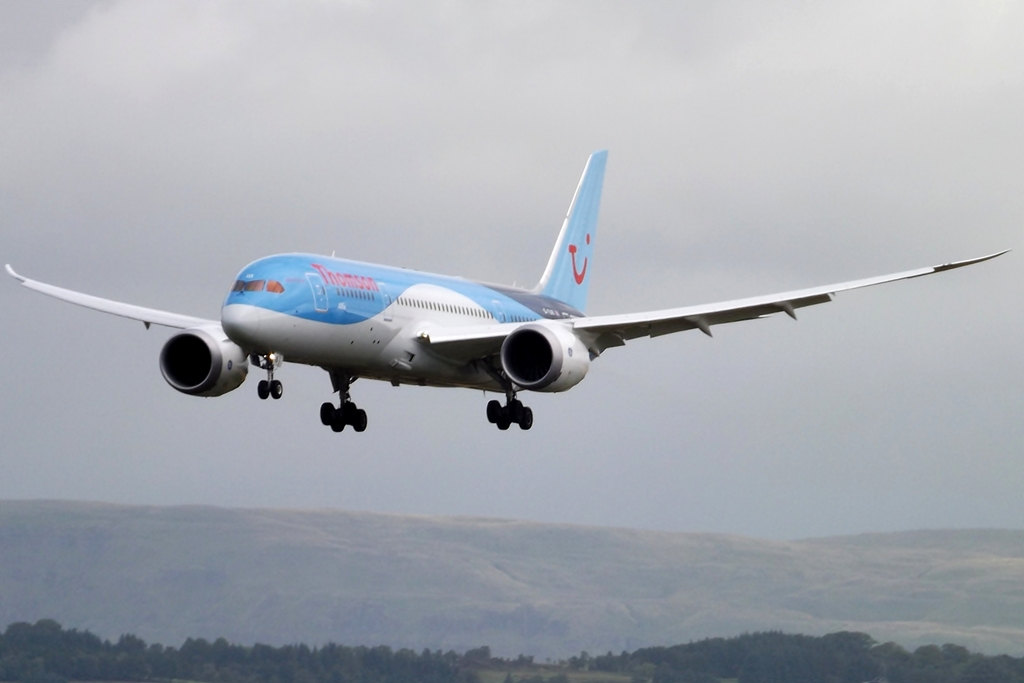
Boeing 787-8